# Ectatosticta bajie
Espèce
Ectatosticta bajie est une espèce d'araignées aranéomorphes de la famille des Hypochilidae.

## Distribution
Cette espèce est endémique du Sichuan en Chine,. Elle se rencontre dans le xian de Luding.

## Description
Le mâle holotype mesure 7,69 mm et la femelle paratype 10,77 mm.

## Étymologie
Cette espèce est nommée en l'honneur de Zhu Bajie, personnage de La Pérégrination vers l'Ouest.

## Publication originale
- Lin & Li, 2021 : « Four new species of the genus Ectatosticta (Araneae, Hypochilidae) from China. » Acta Arachnologica Sinica, vol. 30, no 1, p. 1-8.